# Championnats d'Afrique d'escrime 2015
Navigation
Édition précédente Édition suivante
Les 15es championnats d'Afrique d'escrime se déroulent au Caire en Égypte du 12 au 16 juin 2015.
C'est la deuxième année consécutive que Le Caire organise l'événement. Comme en 2012, la Tunisie remporte les six médailles d'or mises en jeu chez les femmes, et remporte le classement des médailles devant l'Égypte.

## Médaillés
| Épreuves                               | Or                                                                         | Argent                                                                            | Bronze                                                                                |
| -------------------------------------- | -------------------------------------------------------------------------- | --------------------------------------------------------------------------------- | ------------------------------------------------------------------------------------- |
| Épée                                   |                                                                            |                                                                                   |                                                                                       |
| Hommes individuel résultats détaillés  | Alexandre Bouzaid                                                          | Ahmed El Saghir                                                                   | Ayman Fayez Mohannad Saif                                                             |
| Hommes par équipes résultats détaillés | Égypte- Ahmed El Saghir - Ayman Fayez - Ahmed Nabil - Mohannad Saif        | Maroc- Abdelkarim El Houari - Aissam Rami - Zacharie Hervé Roger                  | Sénégal- Alexandre Bouzaid - Cheikh Omar Diallo - Babacar Kadam - Bourama Keba Sagnan |
| Femmes individuel résultats détaillés  | Sarra Besbes                                                               | Inès Boubakri                                                                     | Tamryn Carfoot Nardin Ehab                                                            |
| Femmes par équipes résultats détaillés | Tunisie- Dorra Ben Jaballah - Sarra Besbes - Inès Boubakri - Maya Mansouri | Afrique du Sud- Juliana Barrett - Tamryn Carfoot - Giselle Vicatos                | Égypte- Nardin Ehab - Salwa Gaber - Shirwit Gaber - Ayah Mahdy                        |
| Fleuret                                |                                                                            |                                                                                   |                                                                                       |
| Hommes individuel résultats détaillés  | Mohamed Ayoub Ferjani                                                      | Roman Djitli                                                                      | Tarek Ayad Mohamed Samandi                                                            |
| Hommes par équipes résultats détaillés | Égypte- Alaaeldin Abouelkassem - Marwan Ahmed - Tarek Ayad - Mohamed Essam | Tunisie- Heythem Bessaoud - Mohamed Ayoub Ferjani - Mohamed Samandi               | Algérie- Roman Djitli - Salim Heroui - Yanis Baptiste Mabed - Youcef Madi             |
| Femmes individuel résultats détaillés  | Inès Boubakri                                                              | Noura Mohamed                                                                     | Yara El Sharkawy Anissa Khelfaoui                                                     |
| Femmes par équipes résultats détaillés | Tunisie- Dorra Ben Jaballah - Sarra Besbes - Ines Boubakri - Maya Mansouri | Algérie- Narimane El Houari - Anissa Khelfaoui - Amira Rouibet - Khadidja Zerabib | Égypte- Yara El Sharkawy - Noura Mohamed - Noha Wasfy - Aida Yasser                   |
| Sabre                                  |                                                                            |                                                                                   |                                                                                       |
| Hommes individuel résultats détaillés  | Mohamed Amer                                                               | Yémi Apithy                                                                       | Farès Ferjani Hichem Samandi                                                          |
| Hommes par équipes résultats détaillés | Égypte- Ali Adel - Mohamed Amer - Ahmed Amr - Ziad Elsissy                 | Tunisie- Amine Akkari - Iheb Ben Chaabane - Farès Ferjani - Hichem Samandi        | Sénégal- Moustapha Diagne - Ibrahima Konte - Ahmet Mbodj - Abdoulaye Thiam            |
| Femmes individuel résultats détaillés  | Azza Besbes                                                                | Amira Ben Chaabane                                                                | Hela Besbes Mariam El Sway                                                            |
| Femmes par équipes résultats détaillés | Tunisie- Azza Besbes - Hela Besbes - Amira Ben Chaabane - Yosra Ghrairi    | Égypte- Mennatalia Ahmed - Mariam El Sway - Nada Hafez - Nour Montaser            | Algérie- Sonia Abdiche - Abik Boungab - Nedjma Djouad - Amira Hayet Sabah El Hafaia   |

## Tableau des médailles
| Rang  | Nation         | Or | Argent | Bronze | Total |
| ----- | -------------- | -- | ------ | ------ | ----- |
| 1     | Tunisie        | 7  | 4      | 4      | 15    |
| 2     | Égypte         | 4  | 3      | 8      | 15    |
| 3     | Sénégal        | 1  | 0      | 2      | 3     |
| 4     | Algérie        | 0  | 2      | 3      | 5     |
| 5     | Afrique du Sud | 0  | 1      | 1      | 2     |
| 6     | Bénin          | 0  | 1      | 0      | 1     |
| 7     | Maroc          | 0  | 1      | 0      | 1     |
| Total | Total          | 12 | 12     | 18     | 42    |